# Finales de la NBA de 1974
Las Finales de la NBA de 1974 fueron las series definitivas de los playoffs de 1974 y suponían la conclusión de la temporada 1973-74 de la NBA, con victoria de Boston Celtics, campeón de la Conferencia Este, sobre Milwaukee Bucks, campeón de la Conferencia Oeste. en el partido se alinearon cuatro futuros miembros del Basketball Hall of Fame, Kareem Abdul-Jabbar y Oscar Robertson por los Bucks, y Dave Cowens y John Havlicek por los Celtics.

## Resumen
| Partido | Fecha       | Equipo local | Resultado     | Equipo visitante |
| ------- | ----------- | ------------ | ------------- | ---------------- |
| 1       | 28 de abril | Milwaukee    | 83-95         | Boston           |
| 2       | 30 de abril | Milwaukee    | 105–96 (PR)   | Boston           |
| 3       | 3 de mayo   | Boston       | 95–83         | Milwaukee        |
| 4       | 5 de mayo   | Boston       | 89–97         | Milwaukee        |
| 5       | 7 de mayo   | Milwaukee    | 87–96         | Boston           |
| 6       | 10 de mayo  | Boston       | 101–102 (2PR) | Milwaukee        |
| 7       | 12 de mayo  | Milwaukee    | 87–102        | Boston           |

Celtics gana las series 4-3

## Enfrentamientos en temporada regular
Durante la temporada regular, los Celtics y los Bucks se vieron las caras en cuatro ocasiones (la liga la formaban entonces 17 equipos), jugando dos encuentros en el Milwaukee Arena, uno en el Boston Garden y el cuarto en Providence (Rhode Island). Ambos equipos consiguieron dos victorias cada uno.
| 16 de noviembre | Milwaukee Bucks | 90–105 | Boston Celtics |                                 |
|                 |                 |        |                |                                 |
|                 |                 |        |                | Pabellón: Boston Garden, Boston |

| 30 de noviembre | Boston Celtics | 93–117 | Milwaukee Bucks |                                      |
|                 |                |        |                 |                                      |
|                 |                |        |                 | Pabellón: Milwaukee Arena, Milwaukee |

| 6 de febrero | Boston Celtics | 105–104 | Milwaukee Bucks |                                      |
|              |                |         |                 |                                      |
|              |                |         |                 | Pabellón: Milwaukee Arena, Milwaukee |

| 10 de febrero | Milwaukee Bucks | 95–86 | Boston Celtics |                                    |
|               |                 |       |                |                                    |
|               |                 |       |                | Pabellón: Providence, Rhode Island |

## Resumen de los partidos
La temporada regular acabó con los Celtics dominando la Conferencia Este con 56 victorias y 26 derrotas, después de un comienzo explosivo, ganando 31 de sus primeros 38 encuentros, pero desfondándose un tanto en la última parte de la competición. Sus máximos rivales, los vigentes campeones, los Knicks, acusaron en exceso la edad media de su plantilla y las lesiones. En primera ronde se desicieron no sin problemas de los Buffalo Braves de Bob McAdoo, mientras que en las finales de conferencia no tuvieron problemas con unos Knicks con las bajas de Willis Reed y Dave DeBusschere.
Los Bucks por su parte tuvieron un cómodo recorrido hacia las finales, después de haber finalizado la temporada regular con 59 victorias y 23 derrotas. Con sus dos grandes figuras, Oscar Robertson y Kareem Abdul-Jabbar a la cabeza, en primera ronda se deshicieron con comodidad de los Lakers y en las finales de la Conferencia Oeste hicieron lo propio con Chicago Bulls.

### Partido 1
| 28 de abril                   | Boston Celtics                                                        | 98–83                | Milwaukee Bucks                                                              | |  |  |
|                               | Parciales: 35–19, 17–23, 17–19, 29–22                                 |                      |                                                                              | |  |  |
|                               | Estadísticas John Havlicek 26 Dave Cowens 17 Cowens, White 7 cada uno | Reporte Pts Reb Asts | Estadísticas Kareem Abdul-Jabbar 35 Kareem Abdul-Jabbar 14 Oscar Robertson 8 | Pabellón: Milwaukee Arena, Milwaukee, Wisconsin Asistencia: 10,938 espectadores Árbitros: Richie Powers, Jake O'Donnell |  |  |
| Boston lidera las series, 1–0 |                                                                       |                      |                                                                              | |  |  |
|                               |                                                                       |                      |                                                                              | |  |  |

Los Bucks se presentaron en las finales con la baja importante del base Lucius Allen, que se perdería la serie completa. En el primer cuarto del partido disputado en el Milwaukee Arena, Robertson y el sustituto de Allen, Ron Williams cometieron infinidad de pérdidas de balón, lo que aprovecharon los Celtics para marcharse en el marcador 16 arriba, 35-19. Fue una diferencia insalvable que se mantuvo a lo largo de todo el partido, que finalizó con un cómodo 98-83 para los Celtics. Kareem anotó 35 puntos, siendo uno de los pocos de su equipo que se salvó de la quema.

### Partido 2
| 30 de abril           | Boston Celtics                                           | 96–105               | Milwaukee Bucks                                                              | |  |  |
|                       | Parciales: 24–23, 17–32, 25–22, 24–13 (T.E.: 6–15)       |                      |                                                                              | |  |  |
|                       | Estadísticas Jo Jo White 25 Dave Cowens 11 Dave Cowens 6 | Reporte Pts Reb Asts | Estadísticas Kareem Abdul-Jabbar 36 Kareem Abdul-Jabbar 15 Oscar Robertson 9 | Pabellón: Milwaukee Arena, Milwaukee, Wisconsin Asistencia: 10,938 espectadores Árbitros: Mendy Rudolph, Darell Garretson |  |  |
| Series empatadas, 1–1 |                                                          |                      |                                                                              | |  |  |
|                       |                                                          |                      |                                                                              | |  |  |

En el segundo partido cambió la estrategia de los Bucks. Robertson se encargó de parar a Don Chaney, y a pesar de que perdieron 22 balones, la estrategia funcionó. Kareem anotó 36 puntos, pero su función más importante fue la de correr el contraataque y dividir los balones desde medio campo, cosa de la que se aprovechó Bob Dandridge, consiguiendo 24 puntos. También fue fundamental en defensa, forzando a Dave Cowens a anotar sólo 3 de 13 de tiros de campo, y colocándole un tapón en los últimos instantes del partido que lo llevaría a la prórroga, donde los Bucks no tuvieron rival, imponiéndose por 105-96 para empatar la serie a 1.

### Partido 3
| 3 de mayo                     | Milwaukee Bucks                                                                                         | 83–95                | Boston Celtics                                             | |  |  |
|                               | Parciales: 13–32, 24–19, 22–26, 24–18                                                                   |                      |                                                            | |  |  |
|                               | Estadísticas Kareem Abdul-Jabbar 26 Abdul-Jabbar, Warner 10 cada uno Abdul-Jabbar, Robertson 5 cada uno | Reporte Pts Reb Asts | Estadísticas Dave Cowens 30 John Havlicek 12 Jo Jo White 8 | Pabellón: Boston Garden, Boston, Massachusetts Asistencia: 15,320 espectadores Árbitros: Richie Powers, Don Murphy |  |  |
| Boston lidera las series, 2–1 | |                      |                                                            | |  |  |
|                               | |                      |                                                            | |  |  |

Cowens respondió en el tercer partido concentrándose en su tiro exterior. A pesar de que por las faltas personales sólo disputó 32 minutos, acabó el partido con 30 puntos. La defensa de los Celtics fue mucho más presionante, provocando 11 pérdidas de balón en los Bucks en el primer cuarto, que se convertirían en 27 al final del encuentro. En los minutos que Cowens estuvo fuera de la pista, su suplente Henry Finkel hizo una estupenda labor frenando a Kareem, que acabó con 26 puntos. Al final, 95-83 para los Celtics, que recuperaba en factor cancha.

### Partido 4
| 5 de mayo             | Milwaukee Bucks                                                              | 97–89                | Boston Celtics                                            | |  |  |
|                       | Parciales: 28–27, 21–12, 21–26, 27–24                                        |                      |                                                           | |  |  |
|                       | Estadísticas Kareem Abdul-Jabbar 34 Kareem Abdul-Jabbar 14 Oscar Robertson 9 | Reporte Pts Reb Asts | Estadísticas John Havlicek 33 Paul Silas 12 Jo Jo White 9 | Pabellón: Boston Garden, Boston, Massachusetts Asistencia: 15,320 espectadores Árbitros: Mendy Rudolph, Earl Strom |  |  |
| Series empatadas, 2–2 |                                                                              |                      |                                                           | |  |  |
|                       |                                                                              |                      |                                                           | |  |  |

Larry Costello sabía que su equipo se presentaba al cuarto partido con un gran problema: Jon McGlocklin había sufrido un tirón en la rodilla y no iba a poder jugar. Necesitaban un jugador que pudiera desempeñar indistintamente las funciones de base y de alero, y Costello confió en Mickey Davis, que había jugado en contadas ocasiones de director de juego en sus tres años como profesional. Sin embargo, era más alto que Jo Jo White, por lo que le daría más problemas en defensa. cuando Davis comenzó a anotar, Tom Heinsohn se vio forzado a cambiar la defensa, poniendo a Chaney sobre él. Eso permitió a Robertson tener más comodidad a la hora de mover el balón. Jabbar anotó 34 puntos y repartió 6 asistencias desde el poste bajo, mientras que Davis consiguió 15 puntos. Los Bucks volvían a tener la ventaja de campo con su victoria por 97-89.

### Partido 5
| 7 de mayo                     | Boston Celtics                                                        | 96–87                | Milwaukee Bucks                                                             | |  |  |
|                               | Parciales: 20–15, 25–29, 24–17, 27–26                                 |                      |                                                                             | |  |  |
|                               | Estadísticas Havlicek, Cowens 28 cada uno Paul Silas 16 Dave Cowens 6 | Reporte Pts Reb Asts | Estadísticas Kareem Abdul-Jabbar 37 Kareem Abdul-Jabbar 11 Jon McGlocklin 8 | Pabellón: Milwaukee Arena, Milwaukee, Wisconsin Asistencia: 10,938 espectadores Árbitros: Richie Powers, Jake O'Donnell |  |  |
| Boston lidera las series, 3–2 |                                                                       |                      |                                                                             | |  |  |
|                               |                                                                       |                      |                                                                             | |  |  |

John Havlicek, a pesar de sus 35 años, fue la estrella del quinto partido. Con una increíble condición física, fue capaz de correr el contraataque y de superar defensas de dos contra uno, llevando a los Celtics a una cómoda victoria por 96-77, que ponía la serie 3-2 para los Celtics, a una victoria del primer título tras la era Russell.

### Partido 6
| 10 de mayo            | Milwaukee Bucks                                                                    | 102–101              | Boston Celtics                                                          | |  |  |
|                       | Parciales: 27–19, 20–21, 22–23, 17–23 (T.E.: 4–4, 12–11)                           |                      |                                                                         | |  |  |
|                       | Estadísticas Kareem Abdul-Jabbar 34 cuatro jugadores 8 cada uno Oscar Robertson 10 | Reporte Pts Reb Asts | Estadísticas John Havlicek 36 Havlicek, Silas 9 cada uno Jo Jo White 11 | Pabellón: Boston Garden, Boston, Massachusetts Asistencia: 15,320 espectadores Árbitros: Mendy Rudolph, Darell Garretson |  |  |
| Series empatadas, 3–3 |                                                                                    |                      |                                                                         | |  |  |
|                       |                                                                                    |                      |                                                                         | |  |  |

En el sexto encuentro Cowens se vio rápidamente cargado de faltas, viendo desde el banquillo como los bucks tomaban una clara ventaja de 12 puntos en el primer cuarto. Se llegó a los minutos finales con una desventaja de seis de los Celtics, pero forzaron la prórroga con un lanzamiento lejano de Havlicek y la posterior pérdida de balón de Robertson que agotó los 24 segundos de posesión. En el tiempo extra los Bucks ganaban por dos, 90-88 cuando Chaney robó el balón y se lo dio a Havlicek. Karrem bajó rápido a defender, forzando un mal tiro del de Boston, pero cogió el rebote largo y anotó, forzando una segunda prórroga.
En el segundo tiempo extra Havlicek anotó 9 de los 11 puntos de su equipo. con 7 segundos por jugar recibió el balón en la línea de fondo, con todo el banquillo pidiéndole que solicitara un tiempo muerto. En lugar de eso, lanzó a canasta con Kareem encima, anotando para dejar el marcador 101-100, que parecía sentenciar las finales. Los Bucks pidieron un tiempo muerto, y planearon una jugada para Jon McGlocklin, pero este estaba sobremarcado, no pudiendo recibir el balón. El pase le llegó a Kareem a la altura del vértice de la bombilla, botó el balón dos veces escorándose hacia la derecha y lanzó un sky hook desde 5 metros a falta de tres segundos que decidió el partido.

### Partido 7
| 12 de mayo                  | Boston Celtics                                                           | 102–87                | Milwaukee Bucks                                                               | |  |  |
|                             | Parciales: 22–20, 31–20, 18–26, 31–21                                    |                       |                                                                               | |  |  |
|                             | Estadísticas Dave Cowens 28 Dave Cowens 14 Havlicek, Westphal 6 cada uno | Boxscore Pts Reb Asts | Estadísticas Kareem Abdul-Jabbar 26 Kareem Abdul-Jabbar 13 Oscar Robertson 11 | Pabellón: Milwaukee Arena, Milwaukee, Wisconsin Asistencia: 10,938 espectadores Árbitros: Mendy Rudolph, Richie Powers |  |  |
| Boston gana las series, 4–3 |                                                                          |                       |                                                                               | |  |  |
|                             |                                                                          |                       |                                                                               | |  |  |

La ventaja de campo poco parecía representar en estas finales. En el séptimo y definitivo encuentro, disputado en Milwaukee, los Celtics decidieron abandonar la defensa hombre a hombre, con marcajes dobles y hasta triples sobre Abdul-Jabbar. Eso posibilitó que Cowens estuviese más fresco en ataque, anotando 8 de sus 13 lanzamientos en la primera parte, para acabar con 28 puntos y 14 rebotes. Havlicek sumó 16, y los Celtics se llevaron una cómoda victoria por 102-87, logrando el primer título desde la retirada de Bill Russell.